# Ланкаширский хилер
Ланкаши́рский хи́лер (англ. lancashire heeler) — порода миниатюрных пастушьих собак универсального назначения, восстановленная в Великобритании в 1960—1970-е годы.

## История породы
Точное происхождение этой породы неизвестно, однако не подвергается сомнению, что родиной породы являются британские острова. Старинные изображения чёрно-подпалых коротконогих небольших собак, очень похожих на ланкаширского хилера, найденные на территории Уэльса и Англии, наталкивают на мысль о древнем происхождении породы. В начале XX века порода исчезла Период активного восстановления породы приходится на 1960—1970-е годы, когда путём скрещивания вельш-корги и манчестерского терьера энтузиасты ставили целью воссоздание низкорослой компактной собаки, обладающей выдающимися пастушьими способностями. После официального признания породы Английским клубом собаководства в 1981 году порода стала доступна широкому кругу любителей. Изначально их использовали как пастушьих собак, однако в наше время они всё чаще становятся компаньонами или питомцами.
Международная кинологическая федерация признала породу на предварительной основе 1 мая 2016 года.

## Внешний вид

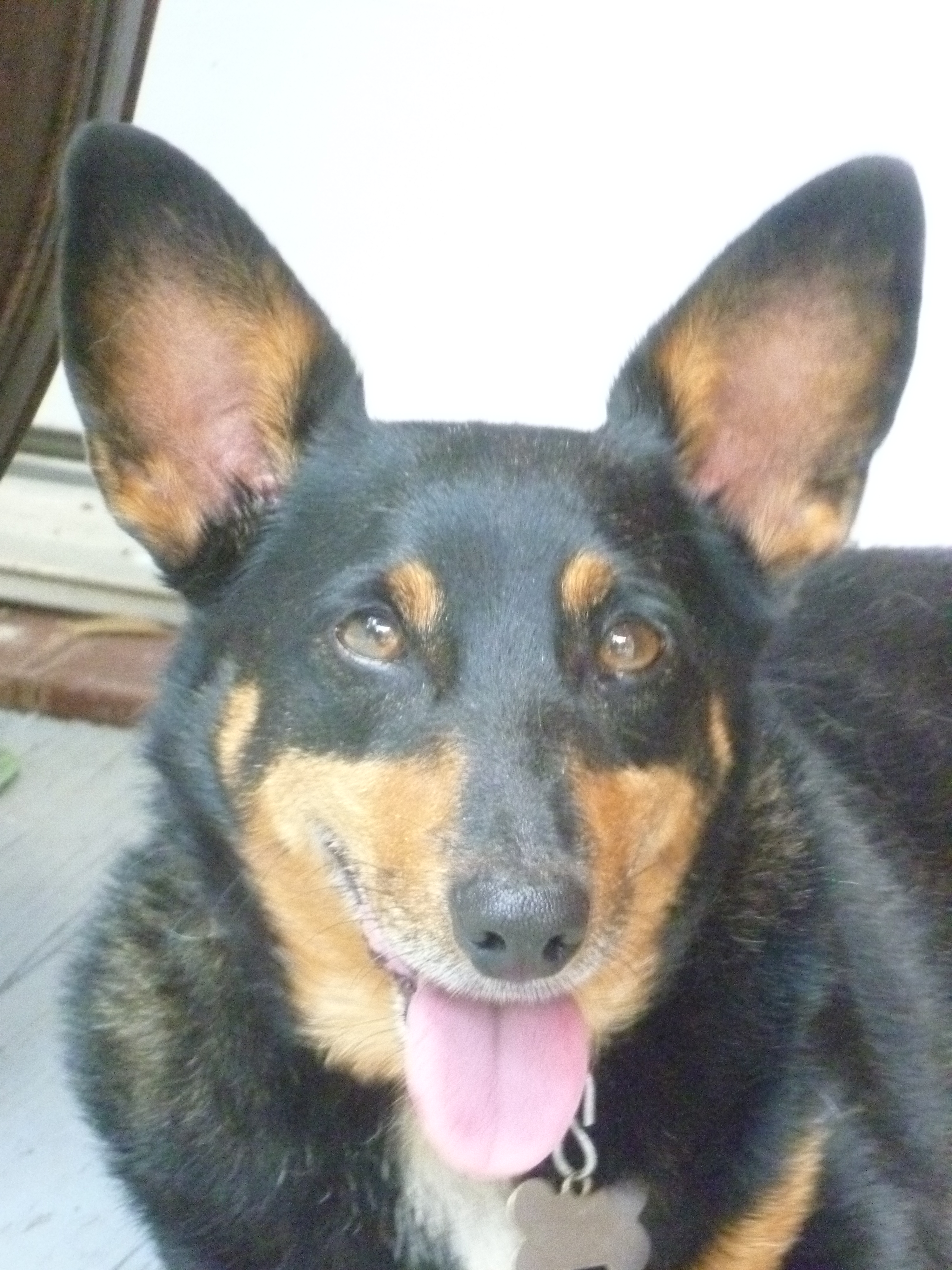

Ланкаширский хилер — некрупная собака с приземистым и коренастым, но в то же время достаточно мощным телосложением, чёрно-подпалого окраса. Корпус ланкаширского хилера напоминает вельш-корги, но эта порода отличается более низким ростом и более короткими конечностями, а также округлой формой черепа, поэтому перепутать эти две породы довольно сложно. Несмотря на столь небольшие размеры, эта порода отличается недюжинной силой и отличными рабочими характеристиками.
Собаки обладают достаточно крупными и широко поставленными стоячими ушами треугольной формы, в напряжённом состоянии уши могут несколько наклоняться вперёд. Череп умеренно уплощён. Глаза тёмные, выразительные, миндалевидной формы, средней величины. Корпус с прямой крепкой спиной, округлой грудной клеткой и хорошо развитыми округлыми рёбрами. Конечности короткие, с хорошо развитой мускулатурой и сильным, но умеренным костяком. Серповидный хвост посажен достаточно высоко и высоко держится в движении, купировать хвост не принято.
Шерсть ланкаширского хилера блестящая, прилегающая к телу, остевой волос прямой и достаточно короткий. Для представителей этой породы характерно сезонное изменение шерстяного покрова: летом шерсть короткая, гладкая и блестящая, а в зимнее время она становится более длинной, пушистой и мягкой, появляется ощутимый подшёрсток и развивается «грива». Благодаря отличному шерстному покрову, ланкаширский хилер способен работать со скотом в холодную погоду. Окрас преимущественно чёрно-подпалый, допустим коричнево-подпалый.
Длина туловища от холки до основания хвоста на 2,5 см больше высоты в холке. Высота — 25—31 см, вес — 3—6 кг

## Темперамент и поведение
Хотя порода выведена путём соединения кровей овчарок и терьеров, их характер ближе к овчаркам, чем к терьерам. Они очень активные и подвижные, но достаточно хорошо приспосабливаются к жизни в городской квартире. Им не нужны длительные, интенсивные прогулки, однако если существует вероятность путешествия — ланкаширец не откажется, они любят погулять и поиграть.

## Использование
Предназначение ланкаширского хилера как пастушьей собаки — загон крупного рогатого скота, овец, лошадей и других сельскохозяйственных животных. Пастуший стиль хилера — управление животными с помощью укусов за плюсну. Собака обладает инстинктивной способностью пригибаться сразу после укуса и, таким образом, избегать удара копытом, которое укушенное животное наносит свободной ногой.
Отлично развитые природные инстинкты, выносливость и сила позволяют использовать его не только как пастушью собаку, но также как охотника на кроликов, крысолова, сторожевую собаку.
Как и все пастушьи собаки, работающие под управлением человека, ланкаширский хилер — отличный компаньон и домашний питомец.

## Содержание и уход
Собаки хорошо переносят любые климатические условия, неприхотливы к пище. Их короткую шерсть достаточно вычёсывать раз в неделю, а мыть — только в случае крайней необходимости. В отличие от большинства пастушьих собак, хилер может обойтись и коротким выгулом (если у владельца нет времени на продолжительную прогулку). Однако без достаточных нагрузок собака предрасположена к набору веса.